# GNB2L1
Гуанидин нуклеотид связывающая субъединица бета-2 (англ. Guanine nucleotide-binding protein subunit beta-2-like 1) также известная как Рецептор для активаци C 1 или RACK1 (англ. Receptor for activated C kinase) — белок массой 32 кДа, кодируемый у человека геном  GNB2L1 .

## Взаимодействия
GNB2L1, как было выявлено, взаимодействует с:
- PDE4D[3][4]
- STAT1[5][6]
- Тирозинкиназа 2[5]
- Src[7]
- Андрогенный рецептор[8]
- AGTRAP[9]
- Янускиназа 1[5]
- FYN[10][11]
- Циклин A1[12]
- IFNAR2[6][13]
- PRKCE[14]
- P73[15]
- RASA1[16]
- PRKCB1[17]
- ST7[18]
- PTPRM [[19][20]
- EIF6,[21]
- OTUB1,[22]
- CD18[23]
- CD29[23][24]